# Jurij Małyszew (wioślarz)
Jurij Aleksandrowicz Małyszew (ros. Юрий Александрович Малышев, ur. 1 lutego 1947 w Chimkach) – rosyjski wioślarz reprezentujący ZSRR, mistrz olimpijski.

## Kariera
Wystąpił na igrzyskach olimpijskich w Monachium w 1972, gdzie zdobył złoty medal w jedynkach, wygrywając wszystkie swoje wyścigi. W finale o 1,41 sekundy wyprzedził Alberto Demiddiego z Argentyny i o 4,33 sekundy pokonał Wolfganga Güldenpfenniga z NRD. Był to jego jedyny start olimpijski.
Kilkukrotnie zdobywał mistrzostwo kraju: w jedynkach w latach 1971-1972 oraz w dwójkach podwójnych w latach 1972-1973. Po zakończeniu kariery pracował jako trener. Odznaczony Orderem „Znak Honoru” oraz tytułem Zasłużonego Mistrza Sportu ZSRR.